# Baby It's You
«Baby It's You» —en español: «Nena, eres tú»— es una canción escrita por Burt Bacharach (música), y Luther Dixon (acreditado como Barney Williams) y Mack David (letra). Fue grabada por artistas como The Shirelles y The Beatles, entre otros. The Shirelles llevaron la canción al puesto n.º 8 en la lista de Estados Unidos, y The Beatles hicieron una versión de ella en su álbum debut Please Please Me. Otra conocida versión es la de Smith, alcanzando el puesto n.º 5 en 1969 en el Billboard Hot 100.

## Versión de The Shirelles
La canción fue producida por Luther Dixon. Cuando fue lanzada como sencillo fue un éxito, logrando llegar hasta el n.º 8 en el Billboard Hot 100. Después apareció en su álbum Baby It's You.

## Versión de The Beatles
The Beatles interpretaron «Baby It's You» como parte de su repertorio habitual entre 1961 y 1963. El 11 de febrero de 1963 decidieron grabarla para su primer álbum Please Please Me, junto a la canción «Boys», otro tema del grupo femenino americano The Shirelles. Vee-Jay Records la incluyó en su álbum  estadounidense Introducing... The Beatles, y Capitol Records la reeditaría más tarde en su disco The Early Beatles.    

### Personal
El personal utilizado en la grabación de la canción fue el siguiente:
The Beatles
- John Lennon – Voz principal, guitarra rítmica (Gibson J-160e enchufada).
- Paul McCartney – Bajo (Höfner 500/1 61´), Armonía vocal.
- George Harrison – Guitarra eléctrica (Gretsch Duo Jet), Armonía vocal.
- Ringo Starr – Batería (Premier Duroplastic Mahoganny).

Otros músicos
- George Martin – celesta (Schiedmayer)

Equipo de producción
- George Martin – producción
- Norman Smith – ingeniería de sonido

### EP
Baby It's You es un sencillo publicado en marzo de 1995. Contiene cuatro canciones grabadas en la BBC por el grupo británico The Beatles en 1963 y 1964. 
El tema principal que da nombre al disco se extrajo del álbum recopilatorio Live at the BBC, que fue publicado previamente el 30 de noviembre de 1994. 
El sencillo se publicó tanto en disco de vinilo como en disco compacto. Alcanzaría la posición número 7 en la lista británica, y la número 67 en el Billboard Hot 100 estadounidense.

#### Contenido
El sencillo Baby It's You contenía, además de la canción que le daba título, otros tres temas inéditos en el álbum Live at the BBC: «I'll Follow the Sun», «Devil in Her Heart» y «Boys».
La propia «Baby It's You» era una versión de una canción del grupo femenino estadounidense The Shirelles, que la habían publicado en 1961. The Beatles la grabaron, junto a nueve canciones más, el 11 de febrero de 1963 para su primer álbum Please Please Me, publicado el 22 de marzo de ese año.
«I'll Follow the Sun» era una canción escrita y cantada por Paul McCartney y acreditada a Lennon-McCartney. Ya existía en 1960 en una temprana versión, pero The Beatles no se decidieron a grabarla de manera oficial hasta el 18 de octubre de 1964 para su álbum Beatles for Sale, publicado el 4 de diciembre de ese año.
«Devil in Her Heart» era una versión de una canción del grupo femenino de R&B The Donays, que la habían interpretado con el título de «Devil in His Heart» en 1962. The Beatles la grabarían para su álbum With the Beatles solo dos días después de haberla interpretado en la BBC el 16 de julio de 1963.
Y finalmente, el cuarto tema del sencillo, «Boys», era una versión de otra canción del cuarteto femenino estadounidense The Shirelles, que la habían publicado como lado B de su exitoso «Will You Love Me Tomorrow» en 1960. The Beatles la grabaron, junto a nueve canciones más, para su álbum Please Please Me el 11 de febrero de 1963.

#### Canciones
- Todas las canciones se presentaron con sonido monoaural.

| Baby It's You |                                            |                     |          |  |
| N.º           | Título                                     | Vocalista principal | Duración |  |
| 1.            | «Baby It's You» (David-Bacharach-Williams) | John Lennon         | 2:45     |  |
| 2.            | «I'll Follow the Sun» (Lennon-McCartney)   | Paul McCartney      | 1:52     |  |
| 3.            | «Devil in Her Heart» (Drapkin)             | George Harrison     | 2:24     |  |
| 4.            | «Boys» (Dixon-Farrell)                     | Ringo Starr         | 2:29     |  |
| 9:30          |                                            |                     |          |  |

#### Contexto de las grabaciones
- El siguiente cuadro muestra las fechas de grabación y retransmisión y los programas de radio de la BBC en las que aparecieron las versiones de las canciones contenidas en el sencillo.

| Título                | Fecha y lugar de grabación                         | Productor      | Fecha retransmisión     | Programa BBC       |
| --------------------- | -------------------------------------------------- | -------------- | ----------------------- | ------------------ |
| «Baby It's You»       | 1 de junio de 1963 BBC Paris Theatre, Londres      | Terry Henebery | 11 de junio de 1963     | Pop Go The Beatles |
| «I'll Follow the Sun» | 17 de noviembre de 1964 Playhouse Theatre, Londres | Bernie Andrews | 26 de noviembre de 1964 | Top Gear           |
| «Devil in Her Heart»  | 16 de julio de 1963 BBC Paris Theatre, Londres     | Terry Henebery | 20 de agosto de 1963    | Pop Go The Beatles |
| «Boys»                | 17 de junio de 1963 BBC Maida Vale Studios         | Terry Henebery | 25 de junio de 1963     | Pop Go The Beatles |

##### Instrumentación
Instrumentación empleada en la interpretación de las canciones en la BBC:
- George Harrison: guitarra líder
- John Lennon: guitarra rítmica
- Paul McCartney: bajo eléctrico
- Ringo Starr: batería

#### Posiciones
| Año  | País           | Lista                              | Posición |
| ---- | -------------- | ---------------------------------- | -------- |
| 1995 | Reino Unido    | UK Singles Chart                   | 7        |
| 1995 | Estados Unidos | Hot Dance Music/Maxi-Singles Sales | 31       |
| 1995 | Estados Unidos | Billboard Hot 100                  | 67       |

## Versión de Smith
Una versión de la canción fue realizada por la banda Smith, la cual apareció en su álbum debut, A Group Called Smith. El sencillo fue lanzado por Dunhill Records en 1969. Fue su primer y más exitoso tema.

## Versión de The Rigodons
The Rigodons realizaron en abril de 2020 un video con esta canción en los duros días de confinamiento por la COVID-19.